# 素揚げ

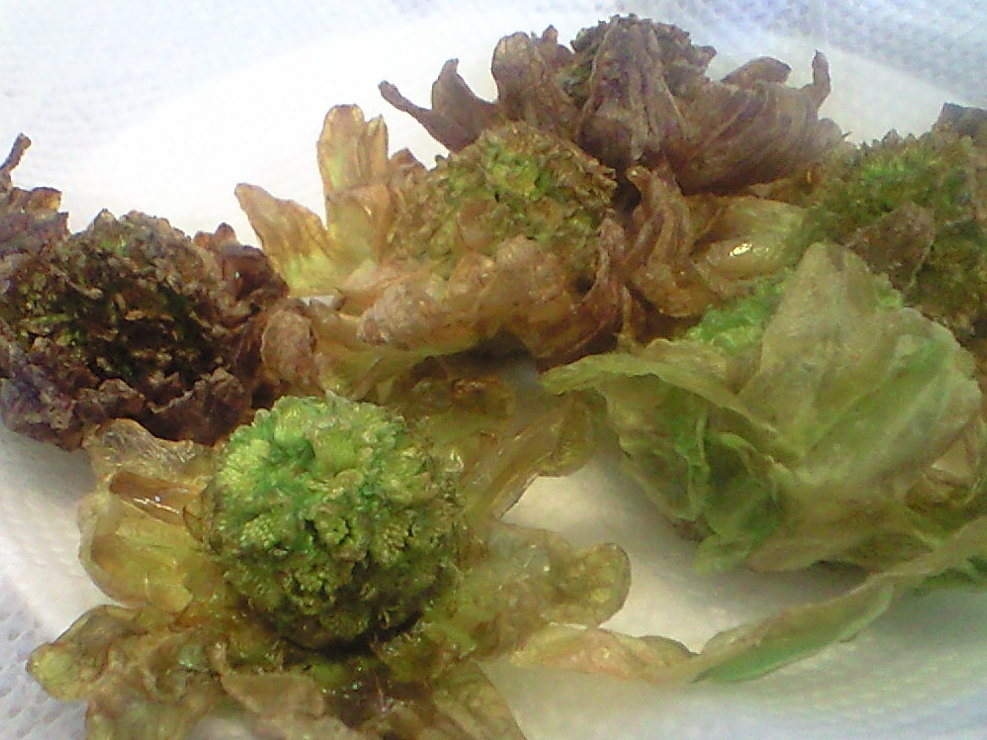
ふきのとうの素揚げ

素揚げ（すあげ）は、食材に衣を付けずに油で揚げた料理、またはその調理方法のことである。

## 歴史
江戸時代には素揚げという言葉はなく、単に「油揚」といえば素揚げのことで現在のから揚げを指す「衣かけ」と区別されることがあった。素揚げのことを「から揚げ」と呼んでいたこともある。

## 特徴
衣や下味をつけずに揚げたもので、素材の色や味わいを生かすことができる。下ごしらえとしても活用される。

## 主な素揚げ
- 油揚げ - 切った豆腐を素揚げにしたもの。
  - 厚揚げ - 厚切りの油揚げ。
- がんもどき - 潰した豆腐を素揚げにしたもの。
- 揚げパン - パンを素揚げにしたもの。
- 揚げかまぼこ - かまぼこを素揚げにしたもの。
  - えび天 - 愛媛県の揚げかまぼこ。
  - じゃこ天 - 愛媛県の揚げかまぼこ。
  - 飫肥天 - 宮崎県の揚げかまぼこ。
  - 薩摩揚げ - 鹿児島県から広まった揚げかまぼこ。
- 利休揚げ - 様々な食材に胡麻を付けて素揚げにしたもの。
- フライドポテト - ジャガイモを素揚げにしたもの。
- サワガニ - 珍味や会席料理などに用いられる。
- 昆布 - 主に精進料理で用いられる。
- ニザダイなど一部の熱帯魚　- 主にオセアニアで食べられることが多い。揚げることによって臭みが和らぎ、不足した脂肪分が補われる。